# Павел Силенциарий
Павел Силенциа́рий (др.-греч. Παῦλος ὁ Σιλεντιάριος, ум. в Константинополе ок. 575—580 года) — византийский эпиграммист и придворный в ранге силенциария. Среди его произведений около 80 эпиграмм, вошедших в Палатинскую антологию, стихотворение «На пифийские горячие источники» и экфрасис «Описание храма святой Софии». Последнее, посвящённое восстановленному после землетрясения 557 года храму Святой Софии, является первым в своём жанре. Считается, наряду с Македонием Консулом, лучшим поэтом эпохи Юстиниана I.
Со времён Григория Назианзина это первый поэт, о котором сохранились некоторые биографические сведения. По свидетельству Агафия Миринейского, «Павел, сын Кира Флора…, состоя примикирием императорских силенциариев, украшенный славой своего рода и унаследовав от предков большое богатство, много уделял времени науке и красноречию и этим еще более прославлялся и украшался». Из эпиграмм Павла также известно, что у него было две дочери — умершая в 12-летнем возрасте Македония и Аникития.
Павел Силенциарий известен как автор разнообразных эпиграмм, в которых использованы мотивы александрийской любовной поэзии. В его эпиграммах можно обнаружить общие черты с творчеством Горация, римскими элегиями и эротическими письмами Филострата. Сочинение Павлом «Экфрасиса храма Святой Софии» — единственная достоверная дата биографии поэта. Произведение сочинено по поводу освящения заново отстроенного храма, состоявшегося 6 января 563 года. Экфрасис, состоящий из 1029 стихов, является сложным произведением в композиционном и метрическом отношении. Поэма делится на две части, одна из которых была прочитана во дворце, а вторая в доме патриарха Евтихия.
Русский перевод поэм «Описание храма Святой Софии» и «Описание амвона» с подробным научным комментарием опубликован в 2018 году.